# Ouroux
Ouroux ist eine Commune déléguée in der französischen Gemeinde Deux-Grosnes mit 336 Einwohnern (Stand 1. Januar 2022) Département Rhône in der Region Auvergne-Rhône-Alpes. Die Bewohner nennen sich Ourotis.
Die Gemeinde Ouroux wurde am 1. Januar 2019 mit Avenas, Monsols, Saint-Christophe, Saint-Jacques-des-Arrêts, Saint-Mamert und Trades zur Commune nouvelle Deux-Grosnes zusammengeschlossen. Sie hat seither den Status einer Commune déléguée. Die Gemeinde Ouroux gehörte zum Kanton Thizy-les-Bourgs im Arrondissement Villefranche-sur-Saône. Nachbargemeinden waren Saint-Christophe im Nordwesten, Saint-Mamert und Saint-Jacques-des-Arrêts im Norden, Vauxrenard im Nordosten, Avenas im Südosten, Les Ardillats im Süden und Monsols im Westen.

## Bevölkerungsentwicklung
| Jahr      | 1962 | 1968 | 1975 | 1982 | 1990 | 1999 | 2007 | 2014 |
| --------- | ---- | ---- | ---- | ---- | ---- | ---- | ---- | ---- |
| Einwohner | 496  | 451  | 338  | 325  | 311  | 325  | 339  | 334  |

## Sehenswürdigkeiten

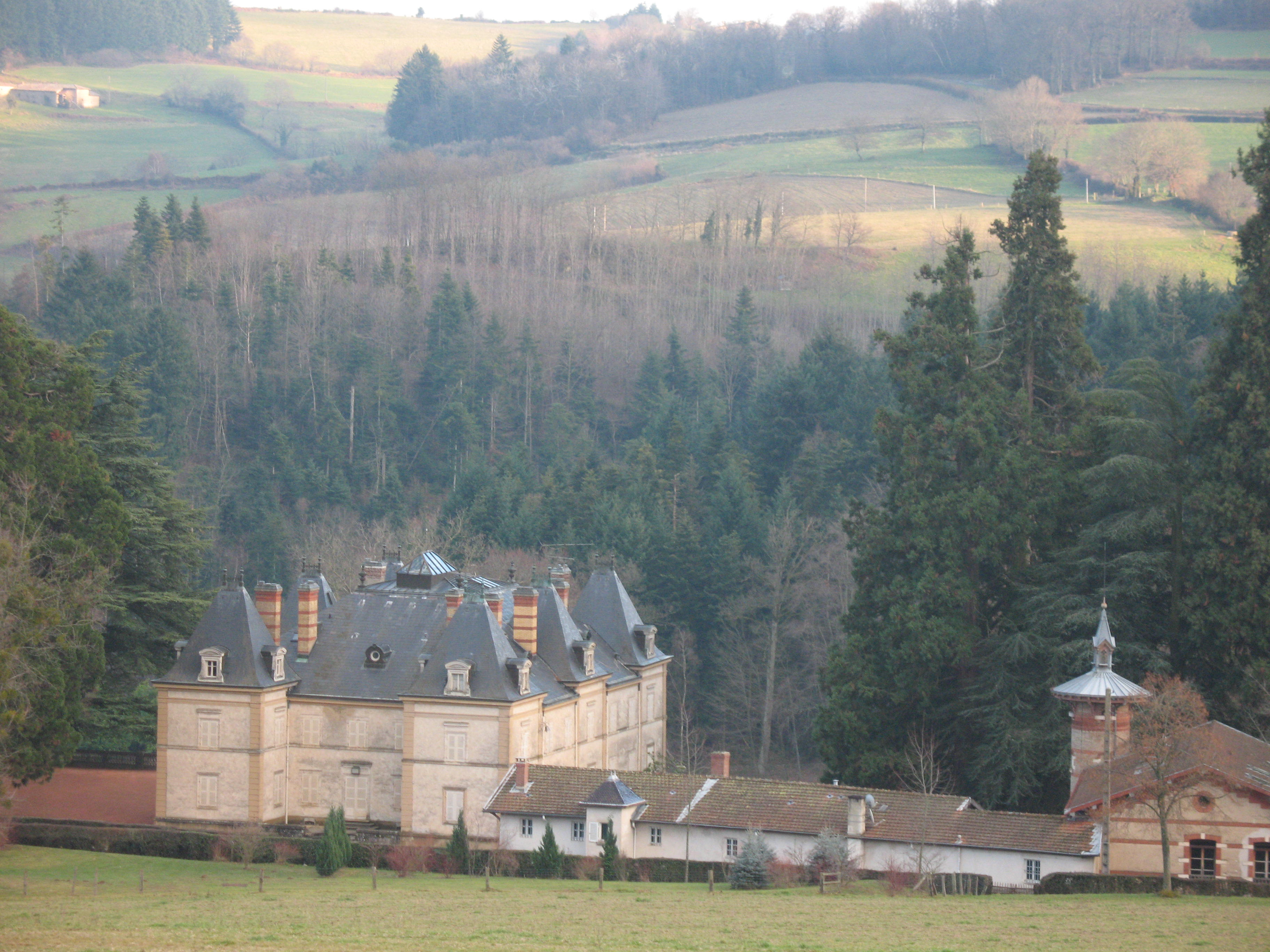
Château de La Carelle

- Château de La Carelle